# Consentement à l'impôt
En droit constitutionnel et en droit fiscal, le principe du consentement à l'impôt s'oppose à l'origine  à l'absolutisme du souverain en matière fiscale.

## Droit américain
En droit américain, le principe du consentement à l'impôt par les représentants est reconnu car ce fut l'une des causes du soulèvement des colonies lors de la révolution américaine. Le pouvoir du Congrès en matière d'impôt et de  dépenses publiques est reconnu  à la clause 1 du huitième alinéa de l'article I de la Constitution des États-Unis.

## Droit britannique
En droit britannique, le consentement à l'impôt par les parlementaires est prévu dans la Magna Carta et il est réaffirmé dans le Bill of Rights. D'un point de vue historique, il s'agit d'un enjeu important dans la lutte qui oppose les parlementaires à la dynastie des Stuarts.

## Droit canadien
D'une manière analogue aux règles du droit britannique, la Magna Carta et le Bill of Rights (qui prévoient le consentement à l'impôt par les parlementaires) sont intégrés à la Constitution du Canada par l'intermédiaire du préambule de la Loi constitutionnelle de 1867. Cependant, le Bill of Rights et la Magna Carta ont une portée purement symbolique de nos jours, les tribunaux ayant refusé de leur accorder une quelconque force de loi .
Une façon plus moderne de concevoir le consentement à l'impôt est de le faire découler de l'obligation du Parlement de siéger au moins une fois tous les douze mois en vertu de l'article 5 de la Charte canadienne des droits et libertés. Le consentement à l'impôt est indirect par la voie de représentants parlementaires. Sans la convocation régulière des représentants élus du peuple (les députés de la Chambre des communes), il n'est pas possible d'adopter de nouveaux impôts. Le monopole parlementaire en matière fiscale est l'un des éléments les plus anciens de la souveraineté parlementaire. Ce monopole fiscal des parlementaires est expressément énoncé à l'article 53 de la Loi constitutionnelle de 1867, qui prévoit que « Tout bill ayant pour but l’appropriation d’une portion quelconque du revenu public, ou la création de taxes ou d’impôts, devra originer dans la Chambre des Communes ».

## Droit français
En France, il est affirmé dès le 17 juin 1789, et sera ensuite repris dans les articles 13 et 14 de la Déclaration des droits de l'homme et du citoyen de 1789. Il exige que les impôts soient consentis par les citoyens ou par leurs représentants.